# Jeffery Xiong
Jeffery Xiong (* 30. Oktober 2000 in Plano) ist ein US-amerikanischer Schachspieler. Er erlangte den Großmeistertitel als damals zweitjüngster Spieler der Vereinigten Staaten. Sein bisher größter schachlicher Erfolg war der Gewinn der Junioren-Weltmeisterschaft 2016.
Nach Alireza Firouzja und Andrei Jessipenko ist er aktuell (Stand: Juli 2021) der drittjüngste Großmeister mit einer Elo-Zahl von über 2700.

## Schachlicher Werdegang
Xiong erlernte das Schachspiel im Alter von fünf Jahren. Im Jahr 2008 begann er mit dem Großmeister Babakuli Annakov zu trainieren. Bei der Jugendweltmeisterschaft 2010 in Porto Carras gewann er die Silbermedaille in der Altersklasse U10 und errang damit gleichzeitig den Titel eines FIDE-Meisters.
Die erforderlichen Normen für den Titel eines Internationalen Meisters (IM) erzielte er von Januar bis März 2013 beim „4th Annual Golden State Open“, dem „2013 UT Dallas Spring FIDE Open“ sowie dem „7th Annual Philadelphia Open“. Der Titel wurde ihm im Jahr darauf zuerkannt, als er die ebenfalls erforderliche Elo-Zahl von mindestens 2400 Punkten erreichte.
Nachdem er 2014 das „23rd Annual Chicago Open“ und das „UTDallas Fall FIDE Open“ sowie 2015 das „24th Annual Chicago Open“ mit der für die Großmeisternorm jeweils erforderlichen Punktzahl beendete und dabei die außerdem benötigte Elo-Zahl von mindestens 2500 Punkten überschritt, wurde er 2015 mit 14 Jahren und 7 Monaten der damals zweitjüngste US-amerikanische Schachgroßmeister hinter Samuel Sevian (Großmeister im Alter von 13 Jahren und 11 Monaten). Im September desselben Jahres wurde der Titel auf dem 86. FIDE-Kongress formal bestätigt. Aktuell steht Xiong in der Liste der jüngsten US-amerikanischen Großmeister auf Rang vier, nachdem zunächst sein Landsmann Awonder Liang den Titel im Jahr 2017 mit 14 Jahren und 2 Monaten erlangte, und im Jahr 2021 das ebenfalls US-amerikanische Schachtalent Abhimanyu Mishra im Alter von 12 Jahren, 4 Monaten und 25 Tagen den neuen Rekord als weltweit jüngster Großmeister der Geschichte aufstellte.
Im Juli 2015 belegte Xiong den zweiten Platz bei der US-Juniorenmeisterschaft („U.S. Junior Closed Chess Championship“) und gewann im selben Monat das „2015 GM Norm Invitational“ in Saint Louis.
Im Februar 2016 stieß Xiong in die Top Ten der stärksten Juniorenspieler vor. Bei der United States Chess Championship im April 2016, zu der er erstmals eingeladen worden war, belegte er den sechsten Platz. Im Juni des Jahres gewann er die Grupo Premier (zweite Gruppe neben dem Elitefeld) des „Capablanca Memorial“ in Varadero und im Monat darauf die „U.S. Junior Closed Chess Championship“. Seinen bisher größten Erfolg erzielte er im August 2016, als er die in Bhubaneswar (Indien) ausgetragene Junioren-Weltmeisterschaft gewann. Dabei stand er bereits eine Runde vor Schluss als Sieger fest.
Ab November 2016 gehörte Xiong hinsichtlich seiner Wertungszahl erstmals zu den 100 stärksten Spielern der Welt und war in dieser Zeit der jüngste Spieler in diesem Kreis. Mitte des Jahres 2017 fiel er nach vergleichsweise schlechten Turnierergebnissen jedoch wieder aus den Top 100 heraus: So belegte er bei seiner zweiten Teilnahme an der US-Meisterschaft, den „2017 U.S. Championship“ im März/April 2017, mit vier Niederlagen, sechs Remis und nur einem Sieg den vorletzten Platz.
Anlässlich der in Chanty-Mansijsk ausgetragenen Schach-Mannschaftsweltmeisterschaft 2017 im Juni des Jahres wurde er für die US-amerikanische Nationalmannschaft nominiert. Während der neun Runden kam er siebenmal an Brett vier zum Einsatz, konnte aber keine Partie gewinnen und beendete das Turnier mit fünf Remis und zwei Niederlagen. Mit dem Team belegte er am Ende Platz acht.
Nachdem er mit guten Turnierergebnissen ins Jahr 2018 gestartet war – beim traditionsreichen Tata-Steel-Schachturnier belegte er in der Challengers-Gruppe den dritten Platz und gewann im März deutlich die Elite-Gruppe des „2018 Spring Chess Classic“ in Saint Louis –, ist er offiziell seit April 2018 wieder unter den 100 besten Spielern der Welt vertreten und dort neben Parham Maghsoodloo, Alireza Firouzja, Samuel Sevian und Andrei Jessipenko einer von fünf Spielern, die nicht vor dem Jahr 2000 geboren wurden.
Im März 2019 konnte er den Titel bei den „Spring Chess Classic“ ungeschlagen (Elo-Performance: 2781) verteidigen. Bei der kurz darauf ausgespielten US-Meisterschaft belegte er unter zwölf Teilnehmern den geteilten 7. Platz.
Nach konstant guten Turnierergebnissen – darunter der geteilte erste Platz bei den „47th Annual World Open“ Anfang Juli 2019 in Philadelphia – hat Xiong im August 2019 erstmals offiziell die Elo-Marke von 2700 Punkten übersprungen und stieß damit in den Kreis der so genannten Super-Großmeister vor.
Im Oktober 2020 gewann er bei der – aufgrund der COVID-19-Pandemie erstmals online und als Schnellschachturnier ausgetragenen – „2020 U.S. Championship“ die Silbermedaille hinter Wesley So. Auch bei der kurz zuvor im gleichen Modus ausgespielten US-Juniorenmeisterschaft belegte er den zweiten Platz, nachdem er im Tie-Break die entscheidende Armageddon-Partie gegen den punktgleichen John Burke verlor. Somit ist er gleichzeitig US- und US-Junioren-Vizemeister.

### Elo-Entwicklung
| Die zur Anzeige dieser Grafik verwendete Erweiterung wurde dauerhaft deaktiviert. Wir arbeiten aktuell daran, diese und weitere betroffene Grafiken auf ein neues Format umzustellen. (Mehr dazu) |

### Vereine
In der bis 2015 ausgetragenen United States Chess League spielte Xiong seit 2011 für das Team Dallas Destiny. In der Saison 2013 war er „wertvollster Spieler“ (most valuable player) der Liga. Außerdem wurde er in jenem Jahr für das 1st All Star Team und in der Saison 2015 für das 2nd All Star Team nominiert. In der chinesischen Mannschaftsmeisterschaft spielte Xiong 2016 für das Team Zhejiang White Snow chess.